# Camperol estriat
El camperol estriat (Schoenicola striatus; syn: Chaetornis striata) és una espècie d'ocell de la família dels locustèl·lids (Locustellidae). Es troba al subcontinent indi, on es distribueix de manera irregular a Bangladesh, l'Índia, Nepal i Pakistan. Habita els matollars i herbassars tropicals i subtropicals, secs o inundables. El seu estat de conservació es considera vulnerable.

## Taxonomia
Segons la llista mundial d'ocells del Congrés Ornitològic Internacional (versió 13.2, agost 2023) aquest tàxon estaria classificat en el gènere Schoenicola, juntament amb el camperol cuaample. Tanmateix, altres obres taxonòmiques, com el Handook of the Birds of the World i la quarta versió de la BirdLife International Checklist of the birds of the world (Desembre 2019), el classifiquen com a única espècie del gènere Chaetornis, el qual, el COI no reconeix.

## Descripció
- Locustèl·lid de bona grandària, amb uns 20 cm de llarg.[5] Bec fort i de color negre amb la base gris blavós. Potes marrons.
- Color general marró amb vetes fosques des del front fins al dors. Cella clara.

## Hàbitat i distribució
Habita zones amb herba, arbusts de zones pantanoses i conreus d'arròs. Cria al nord de l'Índia, el Nepal, Bangladesh i oest de l'Índia. Les poblacions septentrionals passen l'hivern a l'est de l'Índia.